# Erycibe glomerata
Erycibe glomerata är en vindeväxtart. Erycibe glomerata ingår i släktet Erycibe och familjen vindeväxter.

## Underarter
Arten delas in i följande underarter:
- E. g. angustifolia
- E. g. glomerata